# Рой Кампанелла
Рой Кампане́лла — (англ. Roy Campanella; 19 листопада 1921, Філадельфія, Пенсільванія, США — 26 червня 1993, Вудленд-Гіллз, Каліфорнія, США) — американський бейсболіст, який виступав на позиції кетчера в Негритянській і Головній бейсбольних лігах. Кампанелла вважається одним з найкращих кетчерів в історії бейсболу.Він виступав за команду «Бруклін Доджерс» (1948–1957) і був одним з перших темношкірих гравців, яким вдалося зламати так званий бейсбольний кольоровий бар'єр в Головній бейсбольній лізі. Бейсбольна кар'єра Кампанелла завершилась в 1958 році — 28 січня він потрапив в автокатастрофу, в результаті якої був паралізований.